# Cercopithecus lomamiensis
El mono lesula (Cercopithecus lomamiensis) es una especie de primate catarrino perteneciente a la familia Cercopithecidae. Fue descubierto en 2007 y confirmado como especie en 2012. Habita en el Congo.

## Historia

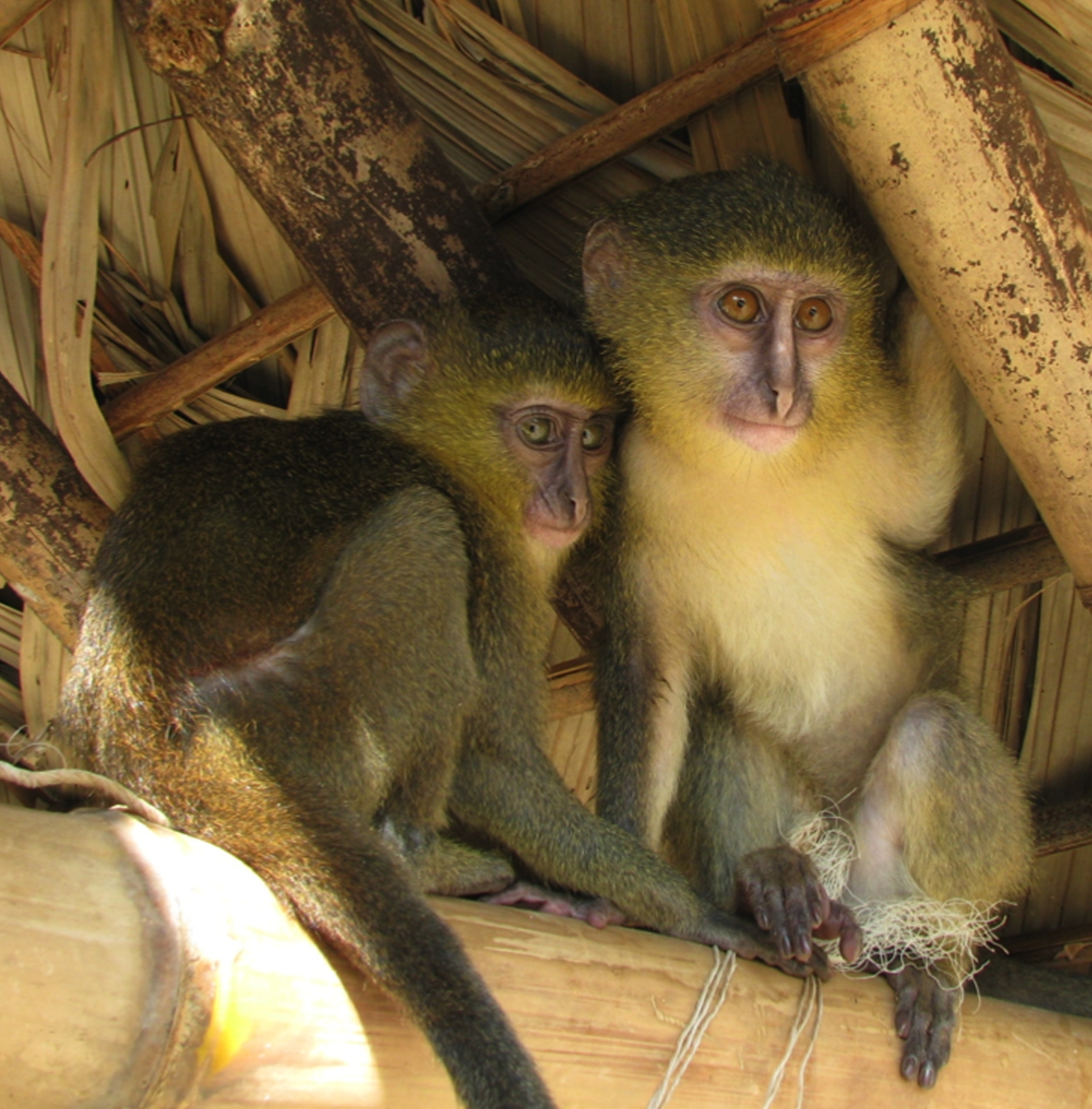
Jóvenes Cercopithecus lomamiensis.

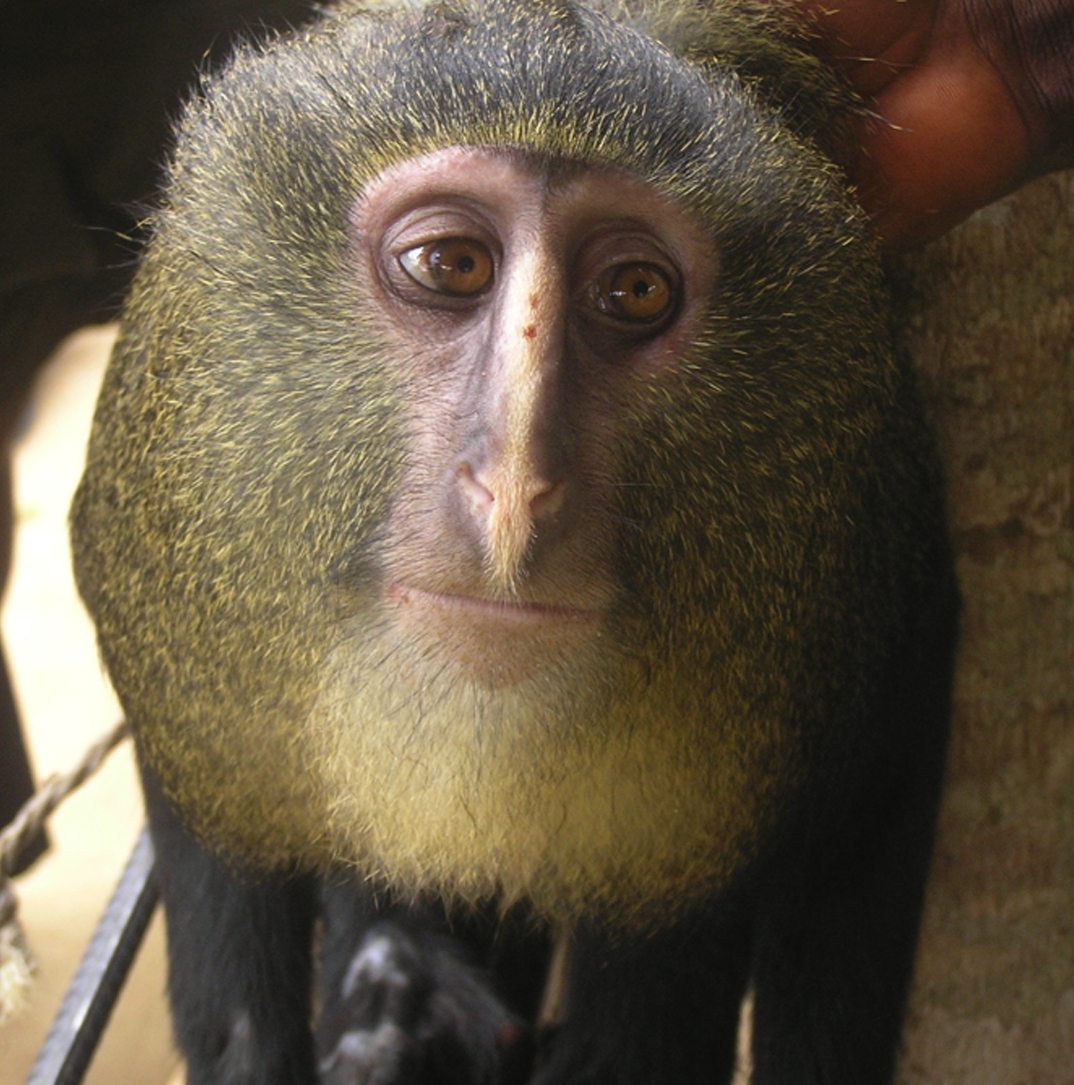
Macho de Cercopithecus lomamiensis.

Cercopithecus lomamiensis (o cercopiteco del río Lomami) fue identificado como una nueva especie por los investigadores estadounidenses John y Teres Hart, quienes vieron los primeros ejemplares en junio de 2007 en cautividad en Congo, y posteriormente en estado salvaje en los bosques de la cuenca media del río Lomami, en el centro de la República Democrática del Congo. 
Búsquedas posteriores permitieron localizar nuevos ejemplares, en la zona denominada Obengue, una zona poco explorada en el interior del Congo.
Los ejemplares de esta nueva especie, que se alimenta de vegetales, son huidizos y de tamaño medio. El primer contacto con el mundo científico se produjo cuando los investigadores de campo localizaron un ejemplar joven cautivo en la región de Opala.
La población de esta nueva especie se circunscribe a los bosques tropicales de las tierras bajas del Congo y los investigadores recomendaron utilizar la denominación común de lesula, el nombre vernáculo utilizado en la mayor parte de su área de distribución conocida.

## Morfología y amenazas
Los lesula presentan una melena de pelo larga, rostro pálido, desnudo y boca de color crema variable, además de un parche dorsal más brillante en la base de la cola, pelo negro en el dorso y bandas de color ámbar.
La especie se encuentra amenazada por la caza local de animales silvestres.